# Metanonychus idahoensis
Metanonychus idahoensis is een hooiwagen uit de familie Paranonychidae.